# گمینا ربنو (استان ماسوویان)
گمینا ربنو (استان ماسوویان) (به لهستانی:  Gmina Rybno) یک گمینا در لهستان است که در شهرستان سوخاچف واقع شده‌است. گمینا ربنو ۷۲٫۸۴ کیلومتر مربع مساحت و ۳٬۴۹۴ نفر جمعیت دارد.